# هاري هدوك
هاري هدوك (بالإنجليزية: Harry Haddock)‏ مواليد 26 يوليو 1925 في غلاسكو - الوفاة 18 ديسمبر 1998 في اسكتلندا، كان لاعب كرة قدم اسكتلندي كان يلعب كمدافع. سبق له أن لعب في كأس العالم لكرة القدم مع منتخب بلاده.

## المسيرة الاحترافية

### أندية لعب لها
- نادي إكزتر سيتي

## روابط خارجية
- هاري هدوك على موقع الاتحاد الإسكتلندي (الإنجليزية)
- هاري هدوك على موقع قاعدة بيانات كرة القدم.إي يو (الإنجليزية)
- هاري هدوك على موقع ناشيونال فوتبول تيمز (الإنجليزية)